# Nepenthes maxima
Nepenthes maxima este o specie de plante carnivore din genul Nepenthes, familia Nepenthaceae, ordinul Caryophyllales, descrisă de Caspar Georg Carl Reinwardt și Christian Gottfried Daniel Nees von Esenbeck. Conform Catalogue of Life specia Nepenthes maxima nu are subspecii cunoscute.

## Galerie de imagini

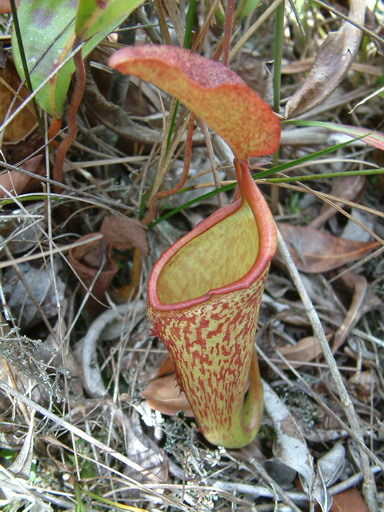
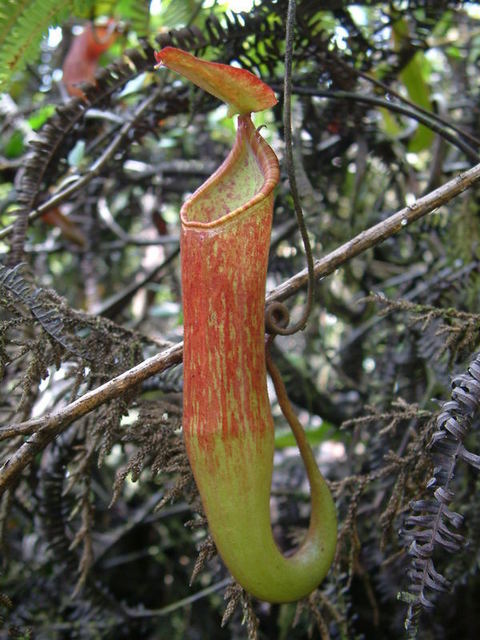
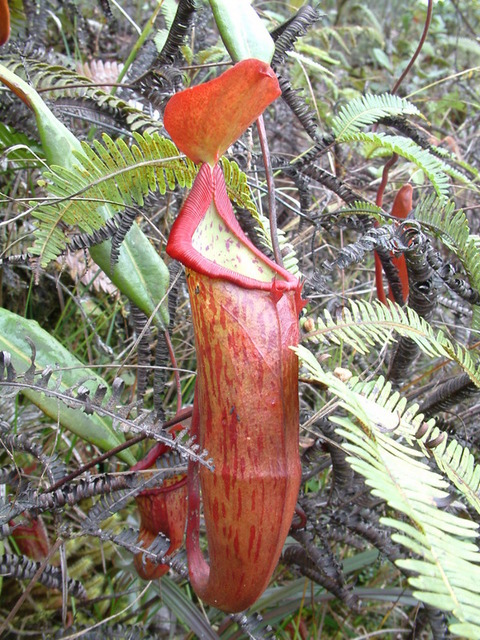
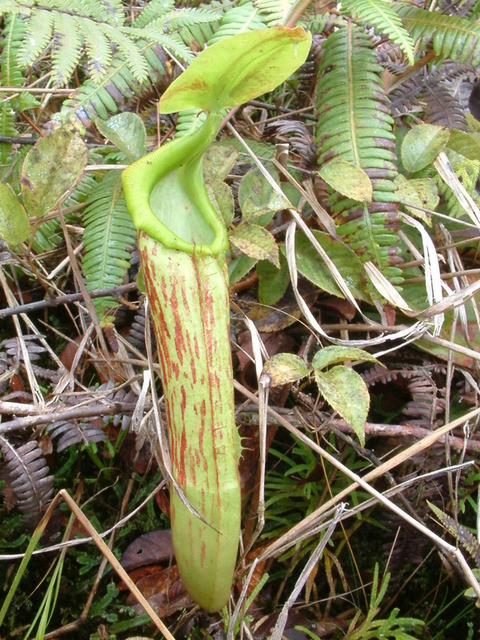
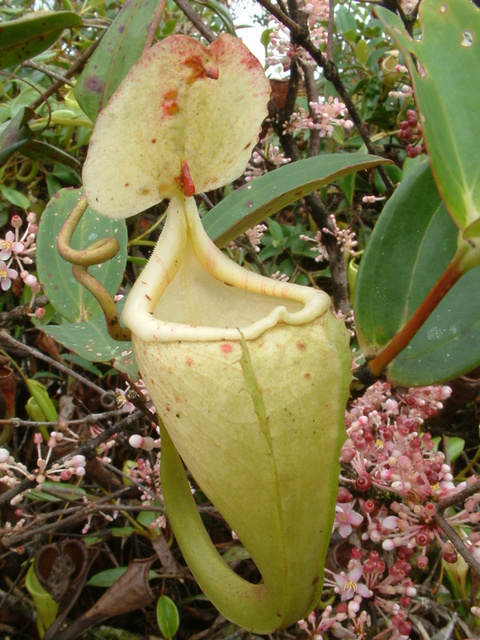
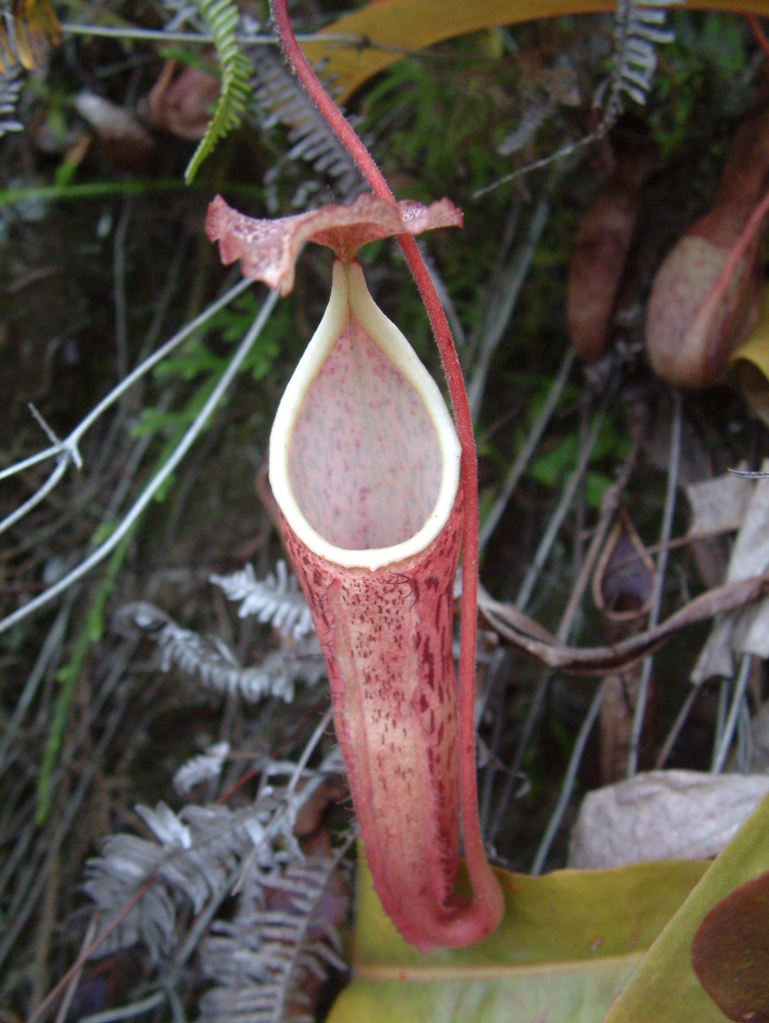